# Củng Thự
Củng Thự là một trong 10 quận trực thuộc thành phố cấp địa khu Hàng Châu, thủ phủ của tỉnh Chiết Giang, nước Cộng hòa Nhân dân Trung Hoa. Ngày 4 tháng 9 năm 2021, toàn bộ quận Hạ Thành sáp nhập vào quận Củng Thự. Trụ sở của chính quyền đặt tại số 1 đường Thai Châu thuộc nhai đạo Củng Thần Kiều.

## Lịch sử hình thành
Vì ở đó có cầu Củng Thần và hồ Thự nên đặt tên vùng đất ấy là Củng Thự. 
Cuối thời kỳ đồ đá mới, quận Củng Thự đã có loài người đến ở.
Từ thời nhà Tần đến nhà Đường, nơi này thuộc về huyện Tiền Đường. Thời nhà Tống đến nhà Thanh lại thuộc về huyện Nhân Hòa.
Năm đầu tiên của Trung Hoa Dân quốc (1912) bắt đầu thuộc huyện Hàng. 
Năm Dân quốc thứ 16, thành phố Hàng Châu được thành lập, khu vực này được tách làm đôi, một nửa làm quận thứ 6, một nửa làm quận thứ 8 của thành phố này.
Năm 1959, nơi này thành công xã liên xã nhân dân quận Củng Thự, phạm vi quản lí của nó được mở rộng đến Thượng Tứ, Lưu Hạ, Tam Đôn, Đông Đường, Lương Chử... và các khu vực khác.
Tháng 4 năm 1960, trở thành công xã nhân dân quận Củng Thự. Phạm vi quản lí ngoài khu vực thành thị còn cả 3 công xã Tường Phù, Thượng Đường và Khang Kiều.
Tháng 7 năm 1961, bãi bỏ chế độ công xã, khôi phục lại hình thức tổ chức hành chính kiểu quận.
Tháng 2 năm 1990, bãi bỏ các quận Củng Thự và Bán Sơn của thành phố Hàng Châu, đem 2 quận này nhập vào nhau để thành lập quận Củng Thự mới.
Tháng 4 năm 2021, đem toàn bộ quận Hạ Thành nhập vào quận Củng Thự để thành lập quận Củng Thự mới.

## Hành chính

### Lịch sử hành chính
Tháng 5 năm 1969, tách 3 công xã ra khỏi quận Củng Thự, đồng thời đem nhai đạo Tây Khê của quận Tây Hồ nhập vào quận, đến năm 1972 lại đem nhai đạo này trả về quận Tây Hồ.
Tháng 1 năm 1996, đem hương Thạch Kiều và nhai đạo Đông Tân nhập vào quận Hạ Thành đồng thời đem trấn Tường Phù của quận Tây Hồ nhập vào quận Củng Thự.

### Phân chia hành chính
Bắt đầu từ tháng 4 năm 2021, quận Củng Thự quản lí 18 nhai đạo:
| Mã hành chính | Tên đơn vị hành chính | Diện tích （m2） | Mã bưu chính | Số xã khu | Số thôn hành chính |
| ------------- | --------------------- | ---------------- | ------------ | --------- | ------------------ |
| Nhai đạo      |                       |                  |              |           |                    |
| 330105001     | Mễ Thị Hạng           | 3.75             | 310005       | 7         | 0                  |
| 330105002     | Hồ Thự                | 2.75             | 310005       | 7         | 0                  |
| 330105003     | Tiểu Hà               | 6.375            | 311100       | 4         | 0                  |
| 330105004     | Hòa Mục               | 1.18             | 310011       | 4         | 0                  |
| 330105005     | Củng Thần Kiều        | 4.23             | 310015       | 7         | 0                  |
| 330105007     | Đại Quan              | 1.43             | 310014       | 8         | 0                  |
| 330105008     | Thượng Đường          | 13.231           | 310015       | 10        | 0                  |
| 330105009     | Tường Phù             | 25.77            | 310011       | 17        | 0                  |
| 330105010     | Khang Kiều            | 12.8             | 310015       | 13        | 0                  |
| 330105011     | Bán Sơn               | 12.696           | 310022       | 16        | 0                  |
| 330103001     | Trường Khánh          | 1.39             | 310003       | 6         | 0                  |
| 330103002     | Vũ Lâm                | 1.05             | 310003       | 7         | 0                  |
| 330103003     | Thiên Thủy            | 1.37             | 310006       | 7         | 0                  |
| 330103005     | Triều Minh            | 1.98             | 310003       | 9         | 0                  |
| 330103006     | Triêu Huy             | 2.71             | 310014       | 12        | 0                  |
| 330103007     | Văn Huy               | 5.31             | 310004       | 8         | 0                  |
| 330103008     | Đông Tân              | 12.25            | 310004       | 15        | 0                  |
| 330103009     | Thạch Kiều            | 9.73             | 310022       | 8         | 0                  |